# Lijst van oorlogsmonumenten in Enschede
De Nederlandse gemeente Enschede heeft 17 oorlogsmonumenten. Hieronder een overzicht.
| Nr.  | Object                                              | Herdachte groep | Ontwerper                                                   | Onthulling       | Type               | Locatie                                              | Plaats   | Coördinaten                   | Foto                                  |
| ---- | --------------------------------------------------- | --- | ----------------------------------------------------------- | ---------------- | ------------------ | ---------------------------------------------------- | -------- | ----------------------------- | ------------------------------------- |
| 670  | De Wederopbouw                                      | algemeen | Marie van Eijl-Eitink (1925)                                | 5 mei 1959       | beeld/sculptuur    | Zuiderval, 7543 CJ                                   | Enschede | 52° 12' 25" NB, 6° 53' 23" OL | De Wederopbouw                        |
| 1900 | Monument in het Volkspark                           | algemeen, allen, militairen in dienst van het Ned. Kon. 1940-1945, burgerslachtoffers, vervolgden Nederland, verzet Nederland | Mari Andriessen                                             | 4 mei 1953       | beeld/sculptuur    | Parkstraat, 7513 BL                                  | Enschede | 52° 13' 7" NB, 6° 52' 49" OL  | Meer afbeeldingen                     |
| 2075 | Indiëmonument Het Verre Oosten                      | militairen in dienst van het Ned. Kon. na 1945, burgers voormalig Nederlands-Indië                                            | Hans Petri                                                  | 14 januari 1960  | beeld/sculptuur    | Boulevard 1945, 7511 AA                              | Enschede | 52° 13' 3" NB, 6° 54' 29" OL  | Indiëmonument Het Verre Oosten        |
| 2311 | Plaquette in het NS-station                         | burgerslachtoffers | Ir. H.G.J. Schelling (ontwerp), H.J. Winkelman (uitvoering) |                  | plaquette          |                                                      | Enschede | 52° 13' 15" NB, 6° 53' 28" OL | Plaquette in het NS-station           |
| 2490 | Geallieerd erehof                                   | geallieerde militairen | Sir Reginald Blomfield (ontwerp Offerkruis)                 |                  | begraafplaats/graf | Noord Esmarkerrondweg 407, 7533 BL                   | Enschede | 52° 13' 24" NB, 6° 55' 43" OL | Geallieerd erehof                     |
| 2491 | Joods monument                                      | vervolgden Nederland | Appie Drielsma                                              | 6 november 1991  | beeld/sculptuur    | Prinsestraat 12-14, 7513 EL                          | Enschede | 52° 13' 5" NB, 6° 53' 10" OL  | Meer afbeeldingen                     |
| 2545 | Herdenkingskruis                                    | burgerslachtoffers, verzet Nederland                                                                                          | Jan Jans                                                    |                  | Kruis              | Hengelosestraat, 7514                                | Enschede | 52° 14' 5" NB, 6° 51' 32" OL  |                                       |
| 2561 | Monument in het Belastingkantoor                    | verzet Nederland |                                                             |                  | plaquette          | Hengelosestraat 75, 7514 AE                          | Enschede | 52° 13' 25" NB, 6° 53' 18" OL | Monument in het Belastingkantoor      |
| 3192 | Gedenkplaat in de synagoge                          | vervolgden Nederland |                                                             |                  | plaquette          | Prinsestraat 18, 7513 AL                             | Enschede | 52° 13' 5" NB, 6° 53' 11" OL  |                                       |
| 3193 | Monument op de Joodse begraafplaats                 | vervolgden Nederland |                                                             |                  | zuil               | Noord Esmarkerrondweg, 7531                          | Enschede | 52° 13' 50" NB, 6° 55' 30" OL |                                       |
| 3194 | Monument Stoomweverij Nijverheid                    | burgerslachtoffers, vervolgden Nederland                                                                                      | Ben Guntenaar                                               |                  | plaquette          | Nijverheidstraat 2, 7511 JM                          | Enschede | 52° 13' 12" NB, 6° 53' 29" OL | Monument Stoomweverij Nijverheid      |
| 3195 | Gedenkplaten in de voormalige Hogere Textielschool  | burgerslachtoffers, vervolgden Nederland                                                                                      |                                                             |                  | plaquette          | Ariënsplein, 7511 JX                                 | Enschede | 52° 13' 9" NB, 6° 53' 18" OL  |                                       |
| 3288 | Bevrijdingsmonument                                 | geallieerde militairen |                                                             |                  | gedenksteen        | Burgemeester Stroinkstraat / Auke Vleerstraat, 7547E | Enschede | 52° 13' 46" NB, 6° 50' 16" OL |                                       |
| 3303 | Monument in het Hoofdbureau van Regiopolitie Twente | verzet Nederland, burgerslachtoffers                                                                                          |                                                             |                  | beeld/sculptuur    | Hermandad 2, 7511 JN                                 | Enschede | 52° 13' 10" NB, 6° 53' 28" OL |                                       |
| 3316 | De vlag van Boekelo                                 | algemeen | Bert Nijenhuis                                              | 5 mei 1995       | beeld/sculptuur    |                                                      | Boekelo  | 52° 12' 15" NB, 6° 47' 55" OL | De vlag van Boekelo                   |
|      | Stolpersteine                                       | vervolgden Nederland | Gunter Demnig                                               |                  | messing            |                                                      | Enschede |                               | Meer afbeeldingen                     |
| 3921 | Monument voor Enschedese slachtoffers               | Vervolgden Nederland | Pier van Dijk                                               | 11 december 2015 |                    | Oldenzaalsestraat 3, 7511 DV                         | Enschede |                               | Monument voor Enschedese slachtoffers |

Almelo ·
Borne ·
Dalfsen ·
Deventer ·
Dinkelland ·
Enschede ·
Haaksbergen ·
Hardenberg ·
Hellendoorn ·
Hengelo ·
Hof van Twente ·
Kampen ·
Losser ·
Oldenzaal ·
Olst-Wijhe ·
Ommen ·
Raalte ·
Rijssen-Holten ·
Staphorst ·
Steenwijkerland ·
Tubbergen ·
Twenterand ·
Wierden ·
Zwartewaterland ·
Zwolle